# Olho-de-cão
O Priacanthus arenatus Cuv., comummente conhecido como olho-de-cão, é uma espécie de peixe teleósteo, perciforme, da família dos priacantídeos, que habita as águas tropicais e subtropicais do Oceano Atlântico.

## Nomes comuns
Dá ainda pelos seguintes nomes comuns:  fura-vasos-comum (ou simplesmente fura-vasos), catalufa e mirassol

## Etimologia
Do que toca ao nome científico:
- O nome genérico, Priacanthus,[8] resulta de uma aglutinação dos étimos gregos clássicos πρίων (prion),[9] que significa «serra», e άκανθα (akantha),[10] que significa «espinho».
- O epíteto específico, arenatus,[11] que vem do latim clássico e significa «arnado; arenoso; coberto de areia».

## Características
Tais peixes medem cerca de 40 cm de comprimento, sendo certo que o maior espécime alguma vez registado media 50 centímetros e pesava 2 quilos e 900 gramas.
Além de possuírem carne de valor no mercado, contam com 10 espinhos dorsais, 14 espinhos dorsais, 3 espinhos anais e 15 raios anais. Carateriza-se ainda pelos olhos grandes, boca larga e inclinada e pelo corpo avermelhado.

## Distribuição
Trata-se de uma espécie que habita as águas tropicais e subtropicais do Oceano Atlântico, marcando presença na costa do Atlântico Ocidental desde o Canadá, passando pelas Bermudas e até ao Norte da Argentina.
No que toca à costa leste do Atlântico, marca presença do arquipélago da Madeira até à Namíbia, passando ainda pelo Mediterrâneo.

## Ecologia
Frequenta recifes de coral e os leitos rochosos do fundo do mar, a profundidades que podem variar entre os 10 e os 250 metros, sendo certo que, normalmente, se costumam encontrar mais entre os 30 e os 50 metros.
Trata-se de uma espécie gregária, pelos que os espécimes adultos se tendem a juntar em pequenos cardumes, nas imediações dos recifes. Geralmente estes cardumes evidenciam sinais de territorialidade, porquanto se costumam afastar uns dos outros.
É uma espécie de hábitos arredios, pelo que não é fácil observá-la em estado selvagem.  Com efeito, o fura-vasos é uma espécie noctívaga, que se alimenta mormente de peixes pequenos, crustáceos e poliquetas.
Os espécimes juvenis são pelágicos por natureza e costumam preferir as camadas mais citeriores da coluna de água.